# دانی مک‌گراث
دانی مک‌گراث (انگلیسی: Donnie McGrath؛ زادهٔ ۷ مهٔ ۱۹۸۴) بازیکن بسکتبال اهل ایالات متحده آمریکا است.

## حرفه
از باشگاه‌هایی که در آن بازی کرده‌است می‌توان به باشگاه بسکتبال پالاسانسترو وارزه اشاره کرد.